# گاسی موران
 گاسی موران (انگلیسی: Gussie Moran؛ ۸ سپتامبر ۱۹۲۳ – ۱۶ ژانویهٔ ۲۰۱۳) یک تنیس‌باز اهل ایالات متحده آمریکا بود.